# 沟口水库
沟口水库是中国黑龙江省齐齐哈尔市龙江县境内的一座水库，位于兴隆河上，建于1972年。水库正常库容为600万立方米，集雨面积为105平方千米，海拔为162.45米。